# Tookah
Albums de Emilíana Torrini
Me and Armini

Tookah est le septième album studio d'Emilíana Torrini. Il a été produit par Dan Carey sur trois ans, de fin 2011 à l'été 2013. L'album est sorti en septembre 2013.

## Promotion
Le 3 juin 2013, elle a révélé que le nouvel album s'intitulait Tookah. Le premier single intitulé « Speed of Dark » est sorti à la fin de l'été 2013, et le clip vidéo a été réalisé par le réalisateur brésilien Guilherme Marcondes.

## Liste des morceaux
| No | Titre             | Durée |
| -- | ----------------- | ----- |
| 1. | Tookah            | 3:00  |
| 2. | Caterpillar       | 3:52  |
| 3. | Autumn Sun        | 4:11  |
| 4. | Home              | 3:34  |
| 5. | Elísabet          | 3:28  |
| 6. | Animal Games      | 2:56  |
| 7. | Speed of Dark     | 5:37  |
| 8. | Blood Red         | 5:07  |
| 9. | When Fever Breaks | 7:29  |

| 10. | Echo Horse (History of Horses) |  |

## Réception
Tookah a reçu des critiques positives de la part de la critique musicale. Sur Metacritic, qui attribue une note normalisée sur 100 aux critiques, l'album a reçu une note moyenne de 71, sur la base de 12 critiques, ce qui indique des « critiques généralement favorables ».
Gemma Hampson du magazine Clash a fait l'éloge de la production de l'album, écrivant : « Il y a quelque chose de magique et de mystique dans 'Tookah'. Un fil conducteur électro traverse ces neuf titres, introduisant un tout nouveau paysage musical aux chansons d'une beauté stupéfiante de cette chanteuse. (...) Chaque titre apporte quelque chose de nouveau et d'excitant, tout en restant fidèle à la voix et aux mélodies sans faille d'Emilíana ».